# 吳道燁
吴道烨（？—？），南直隶常州府無錫縣人。明朝政治人物。

## 生平
万历四十年（1612年）壬子科应天乡试举人，天啓五年（1625年）乙丑科進士，授工部主事，崇祯二年二月科道拾遗，降一级调外任。